# GoSpace
Die DLR-Initiative GoSpace – industrielle Forschung in Schwerelosigkeit baute auf der 1998 ins Leben gerufenen Initiative „Promotion industrieller Nutzung“ (PIN) auf und erweitert deren bisherige Dienstleistungen. Zwischen 2008 und 2013 wurden eine Reihe von Pilotprojekten erfolgreich umgesetzt. Kommerzielle Forschungsprojekte in Schwerelosigkeit aus allen Industriezweigen sollten folgen. Denn nach dem Start des Columbus-Raumlabors verfügt Europa erstmals über eigene Ressourcen an Bord der Internationalen Raumstation ISS. Ziel von GoSpace war es, industrielle Kunden aus dem Bereich kleinerer und mittlerer Unternehmen zu gewinnen, die von der Nutzung der Schwerelosigkeit profitieren können und Produkte oder Verfahren entwickeln, die eine kurz- oder mittelfristige Rendite versprechen. GoSpace hat dazu ein Team aus Experten der industrierelevanten Schwerpunktthemen „Lebens- und Materialwissenschaften“ gebildet und durch Kommunikationsexperten ergänzt. Was dieses Team besonders auszeichnet, ist das Gesamtangebot aus Beratung, Projektentwicklung und Unterstützung bei der Umsetzung eines Forschungsvorhabens.
Einige Beispiele erfolgreich durchgeführter Experimente in der Schwerelosigkeit:
- Ein vertieftes Verständnis des Einflusses der Thermokonvektion auf das Mikrogefüge bei der Erstarrung von Metallschmelzen führte zur Verbesserung von Werkstoffeigenschaften, insbesondere bei Aluminiumlegierungen.
- Genauere Daten thermophysikalischer Eigenschaften von Metallschmelzen haben Eingang gefunden in die mathematische Modellierung von Erstarrungsprozessen.
- Ein verbessertes Verständnis des Kristallwachstums elektronischer Halbleiter hat die Entwicklung von neuen Technologien auf der Erde ermöglicht, unter anderem die Anwendung von Magnetfeldern zur Dämpfung konvektiver Prozesse. Durch eine genauere Kenntnis der Auswirkungen der Marangoni-Konvektion, die durch eine Temperaturabhängigkeit der Oberflächenspannung hervorgerufen wird, konnte der Silizium-Produktionsprozess verbessert werden.
- In der Verbrennungsforschung haben Ergebnisse in der mathematischen Simulation technischer Verbrennungsvorgänge Eingang gefunden. Während der Verbrennung von Einzeltropfen wird eine flammenspektroskopische Untersuchung der Flammen durchgeführt. Die Flammen senden ein charakteristisches Licht (Spektrallinien) aus, das Rückschlüsse auf die Einzelheiten des Verbrennungsprozesses erlauben.
- Forschungsergebnisse auf dem Gebiet der Humanphysiologie haben in den Forschungsfeldern „Herz-Kreislauf-Physiologie“ und „Wasser-Salz-Haushalt“ wichtige Beiträge zu einem verbesserten Verständnis der Abläufe im menschlichen Körper und deren krankhafter Veränderungen geliefert. Darüber hinaus haben Untersuchungen des Gleichgewichtssystems und des Muskel-Skelett-Systems, insbesondere des Calciumstoffwechsels, zur unmittelbaren Optimierung der Behandlungsqualität bei Osteoporose und Muskel-Atrophie geführt.

Claudia Philpot war die Projektverantwortliche für „GoSpace – industrielle Forschung in Schwerelosigkeit“ in der Abteilung Bemannte Raumfahrt, ISS und Exploration im DLR. Die Initiative lief 2013 aus, Interessierte haben dennoch die Möglichkeit, sich jederzeit im DLR-Raumfahrtmanagement für ein Experiment in Schwerelosigkeit zu bewerben.